# Pardon et Regret
Pardon et Regret est un épisode de la série télévisée d'animation Les Simpson. Il s'agit du dix-huitième épisode de la vingt-neuvième saison et du 636e épisode de la série.

## Synopsis
Grand-Père Simpson fait une confession à Homer sur son lit de mort. Grand-Père Simpson se rétablit miraculeusement mais Homer prend conscience qu'il n'a rien pardonné à son père. Grand-Père Simpson est alors prêt à tout pour se réconcilier avec son fils... 

## Réception
Lors de sa première diffusion l'épisode a attiré 2,47 millions de téléspectateurs.